# Ca la Quimeta
Ca la Quimeta és una obra de Ripoll protegida com a Bé Cultural d'Interès Local.

## Descripció
Conjunt format per tres portes, amb brancals i llinda de carreus de pedra. El pany de paret entre les tres obertures és a base de còdols de riu. La llinda de la porta central té gravada la data 1771 i una creu llatina; per sota hi ha una inscripció il·legible.